# Alfabeto lidio
El alfabeto lidio se utilizó para escribir la lengua lidia. Como los otros alfabetos de Anatolia en la Edad del Hierro, el alfabeto de Lidia está relacionado con el alfabeto griego oriental, pero tiene características únicas.
La primera recopilación moderna del alfabeto lidio fue realizada por Roberto Gusmani en 1964, en una colección combinada de léxico, gramática y textos.
Los primeros textos lidios se escribieron tanto de izquierda a derecha como de derecha a izquierda. Los textos posteriores van todos de derecha a izquierda. Un texto superviviente está en forma de bustrofedon bidireccional. Los espacios sirven como sepación de palabras en todos los texto conocidos excepto uno que usa puntos en su lugar. El lidio consta de una forma única de comilla en forma de triángulo rectángulo.

## Alfabeto
El alfabeto lidio está estrechamente relacionado con los otros alfabetos de Asia Menor, así como con el alfabeto griego. Contiene letras para 26 sonidos. Algunos están representados por más de un símbolo, que se considera una «letra». A diferencia del alfabeto cario, que tenía una f derivada de Φ, la f lidia tiene la peculiar forma de 8 que también se encuentra en el alfabeto etrusco.
| Lletra | Lletra | Transliteració | So (AFI)     | Notas |
| Texto  | Imagen | Transliteració | So (AFI)     | Notas |
| ------ | ------ | -------------- | ------------ | --- |
| 𐤠      |        | a              | [a]          | |
| 𐤡      |        | b              | [p], [b]     | Pronunciado [b] antes de nasales y probablemente [r] |
| 𐤢      |        | g              | [ɡ]          | A veces sustituido por /k/. |
| 𐤣      |        | d              | [ð]?         | Puede ser otra fricativa pronunciada como [z]. |
| 𐤤      |        | e              | [eː]         | Relativamente alta y larga, como la ει griega; solo si se acentúa.                                                                                         |
| 𐤥      |        | v              | [v]          | |
| 𐤦      |        | i              | [i]          | |
| 𐤧      |        | y              | ?            | Aparentemente alófono de /i/, puede ser cuando no se acentuaba. Atestado solo 11 veces: artymu- ~ artimu-. Podría provenir de la 𐊹 caria.                  |
| 𐤨      |        | k              | [k], [ɡ]     | Pronunciado [ɡ] antes de nasales i probablemente [r] |
| 𐤩      |        | l              | [l]          | |
| 𐤪      |        | m              | [m]          | |
| 𐤫      |        | n              | [n]          | |
| 𐤬      |        | o              | [oː]         | Relativamente alta i larga, como la ου grega; solo si se acentúa.                                                                                          |
| 𐤭      |        | r              | [r]          | |
| 𐤮      |        | ś              | [s]          | Una [s] simple a pesar de su transcripción |
| 𐤯      |        | t              | [t], [d]     | Pronunciado [d] antes de nasales y probablemente [r] |
| 𐤰      |        | u              | [u]          | |
| 𐤱      |        | f              | [f]          | |
| 𐤲      |        | q              | [kʷ]         | Al menos históricamente [kʷ]; no está claro que esta pronunciación estuviera viva.                                                                         |
| 𐤳      |        | s              | [ç] or [ʃ]   | *s palatalizada. En transcripciones modernas, š. |
| 𐤴      |        | τ              | [ts] or [tʃ] | |
| 𐤵      |        | ã              | vocal nasal  | Quizá [ãː]. Solo aparece acentuada. Ã o a se encuentran antes de nasal: aliksãntru ~ aliksantru.                                                           |
| 𐤶      |        | ẽ              | vocal nasal  | No [ẽ]; quizá [ã] o [æ̃] como en licio. Solo aparece acentuada.                                                                                             |
| 𐤷      |        | λ              | [ʎ]          | *l palatalizada. |
| 𐤸      |        | ν              | [ɲ] or [ŋ]?  | Proviene de *m y *n en final de palabra; después la pérdida de vocales finales causará que contrastase con estos sonidos. Transliterado como ν griega (nu) |
| 𐤹      |        | c              | [dz]?        | Pronunciada como a africada o fricativa: [z], [dz], o [dʒ], etc. Al menos un origen es la *d asibilada.                                                    |

Además, dos dígrafos, aa y ii, parecen ser alófonos de [a] e [i] en circunstancias no esclarecidas, como para el alargamiento tónico. Complejos cluster de consonantes a menudo aparecen en las inscripciones y, si estuviera presente, es evidente que no se escribía una schwa epentético : 𐤥𐤹𐤯𐤣𐤦𐤣 wctdid [wt͡stθiθ], 𐤨𐤮𐤡𐤷𐤯𐤬𐤨 kśbλtok- [kspʎ̩tok].
Nota: una transliteración más reciente que emplea p para b, s para ś, š para s y/o w para v aparece en publicaciones recientes y en el Diccionario en Línea de Lenguas Menores de la Antigua Anatolia (eDiAna), así como en el corpus Lidio de Melchert.

### Ejemplos de palabras
𐤬𐤭𐤠 ora [ora] "mes"
𐤩𐤠𐤲𐤭𐤦𐤳𐤠 laqrisa [lakʷrisa] "pares, dromos" o "inscripcion"
𐤡𐤦𐤭𐤠 bira [pira] "casa"
𐤥𐤹𐤡𐤠𐤲𐤶𐤫𐤯 wcbaqẽnt [w̩t͡spaˈkʷãnd] "pisotear" (del PIE *pekʷ- "aplastar")

## Unicode
El alfabeto lidio se agregó al estándar Unicode en abril de 2008 con el lanzamiento de la versión 5.1. Está codificado en el plano 1 (plano multilingüe suplementario).
El bloque Unicode para Lydian es U+10920–U+1093F:
| Lydian Official Unicode Consortium code chart (PDF)                           |   |   |   |   |   |   |   |   |   |   |   |   |   |   |   |   |
|                                                                               | 0 | 1 | 2 | 3 | 4 | 5 | 6 | 7 | 8 | 9 | A | B | C | D | E | F |
| U+1092x                                                                       | 𐤠 | 𐤡 | 𐤢 | 𐤣 | 𐤤 | 𐤥 | 𐤦 | 𐤧 | 𐤨 | 𐤩 | 𐤪 | 𐤫 | 𐤬 | 𐤭 | 𐤮 | 𐤯 |
| U+1093x                                                                       | 𐤰 | 𐤱 | 𐤲 | 𐤳 | 𐤴 | 𐤵 | 𐤶 | 𐤷 | 𐤸 | 𐤹 |   |   |   |   |   | 𐤿 |
| Notas 1. Desde la versión Unicode 13.0 2. Las áreas grises no están asignadas |   |   |   |   |   |   |   |   |   |   |   |   |   |   |   |   |